# Didier Ernst
Didier Ernst (Dison, 15 september 1971) is een Belgisch voetbaltrainer en voormalig voetballer. Hij verdedigde gedurende zijn carrière vooral de kleuren van Standard Luik. Zijn positie was gebruikelijk die van rechtsachter. Daarnaast was hij bruikbaar als verdedigende middenvelder. Ernst speelde één keer voor de Rode Duivels.

## Spelerscarrière
Didier Ernst debuteerde in 1991 bij Standard Luik, maar kwam niet aan spelen toe. De hardnekkige rechtervleugelverdediger trok voor één seizoen naar FC Boom, waar hij meer speelkansen kreeg. Een jaar later stond hij terug in Luik.
Steeds meer kreeg Ernst de kans om zich te bewijzen en op een bepaald ogenblik werd hij aanvoerder van het elftal. In 1999 verloor hij met Standard de finale van de Beker van België tegen Lierse SK. 
In 2002 liet Ernst de club achter zich en trok laat in de transferperiode naar RAA Louviéroise. De club uit La Louvière stond op dat moment onder leiding van Ariël Jacobs en kon rekenen op spelers zoals Silvio Proto, Alan Haydock en Michael Klukowski. Op het einde van het seizoen won de club de Beker van België. Ernst speelde er weer vaker als rechtsachter, terwijl hij in zijn latere jaren bij Standard doorgaans als verdedigende middenvelder had gespeeld onder leiding van Tomislav Ivić en Michel Preud'homme. 
Het volgende seizoen, dat in 2003 van start ging, begon Ernst bij FC Brussels. De toen 32-jarige verdediger werd een vaste waarde in het elftal. FC Brussels speelde dat seizoen kampioen in de Tweede Klasse, maar Ernst promoveerde niet mee.
Ernst vertrok in 2004 naar AS Eupen. Hij voetbalde later voor RCS Verviétois, Sprimont CS en Spa FC.

## Trainerscarrière
In 2009 werd Didier Ernst trainer bij Verviers, waar hij in maart 2011 werd ontslagen.
Tussen de zomer van 2011 en maart 2012 was hij trainer van RFC Union La Calamine. In april 2012 werd hij voorgesteld als nieuwe trainer van Sprimont Comblain Sport, waar hij in april 2014 ontslagen werd. Vervolgens werd hij trainer bij ... . Vervolgens ging hij in juni 2017 naar RRC Trois-Ponts.
In juni 2017 kreeg hij ook een aanbod van Standard Luik. Men kwam echter niet over het financiële plaatje overeen. In 2019 vertrok hij naar Royal Entente Rechain.

## Erelijst
| Beker van België | 1x | 2002/03 |